# Le Garde forestier (conte)

Le Garde forestier (en estonien : Mõtsavaht) est un conte traditionnel estonien qui a été recueilli en 1890 par Johan Peterson dans le village de Valguta (aujourd'hui dans la commune de Rõngu).
Il présente la particularité d'être relativement long et complexe par rapport aux contes que l'on trouve dans les archives estoniennes, et de se composer de plusieurs histoires faisant intervenir divers personnages surnaturels. On peut donc le rapprocher de plusieurs contes-types de la classification Aarne-Thompson, et on y retrouve de nombreux motifs présents également dans le folklore d'autres peuples, notamment slaves orientaux, outre certains motifs typiquement estoniens.
En français, le conte figure dans l'anthologie intitulée L'Esprit de la forêt, contes estoniens et seto (voir Bibliographie).

## L'intrigue du conte
À l'approche de sa mort, un garde forestier transmet sa charge à son fils, tout en lui recommandant de ne pas s'engager dans une certaine direction dans la forêt. Le fils ne tarde pas à enfreindre l'interdiction et rencontre deux gnomes se querellant pour le partage d'un maigre héritage : une paire de sandales en écorce de bouleau, un vieux chapeau et une veste. Il éloigne les gnomes par ruse et s'approprie les objets. En mettant les sandales, il découvre qu'elle lui permettent de franchir une grande distance en un seul pas ; le chapeau lui donne une vue extraordinairement perçante, et la veste rend invisible celui qui la porte.
Sur le point de rentrer chez lui, il aperçoit six jeunes femmes-cygnes se baignant dans un lac, dérobe son habit de plumes à l'une d'entre elles, et n'accepte de le lui rendre que si elle l'épouse, ce qu'elle accepte. Ainsi marié, il reprend sa vie habituelle et « plus rien d'important » ne survient pendant quelque temps, sinon que sa femme lui donne un enfant.
Un dimanche, à l'église, sa femme éclate de rire ; quand il lui demande ensuite pourquoi elle a ri, elle lui répond qu'elle a vu à l'église « le vieux malin » (le diable) qui, en étirant avec les dents une peau de cheval pour y inscrire les noms de ceux qui dormaient, s'est cogné la tête contre le mur. De retour à la maison, elle demande à son mari de lui montrer son ancien habit de plumes : il obtempère avec réticence, mais dès qu'elle l'a touché d'un doigt, elle s'en trouve revêtue et s'envole.
Le garde la poursuit grâce à ses sandales magiques et se retrouve dans un autre pays, où il aperçoit une maison au milieu d'une grande forêt. La table y est mise pour six, et six lits sont préparés. Il mange, puis se couche. Les cygnes arrivent, constatent qu'on a mangé dans leur écuelle, et l'un des cygnes — la femme du garde — reconnaît son mari dans le lit. Elle admet qu'il l'a retrouvée, mais déclare qu'elle va s'absenter pour rendre visite à la mère du garde et à leur fils, l'autorisant à visiter la maison à sa guise, à condition de ne pas entrer dans une certaine petite chambre.
Après quelques jours, le garde, cédant à la curiosité, ouvre la porte de la chambre et y découvre « le diable en personne », enchaîné et qui se met à l'implorer de lui donner de l'eau à boire. L'homme lui accorde successivement trois pots d'eau ; à chaque pot bu, l'une des chaînes du diable se brise. Le diable s'échappe, lui promettant malgré tout de le sauver de « trois morts », et va se cacher dans la chambre à coucher des cygnes, où il s'empare de la femme du garde. Celui-ci s'élance à nouveau à leur suite. Par trois fois, il parvient à arracher sa femme au diable, et par trois fois le diable lui donne un coup sur la nuque, déclarant à chaque fois qu'il vient de le sauver de la mort, avant de lui reprendre sa femme. La troisième fois cependant, le garde est assommé et comme mort, et déjà un corbeau et une corneille s'approchent pour le dévorer. Mais un « petit loup » survient, s'empare du petit de la corneille et déclare qu'il ne leur rendra que s'ils lui rapportent l'eau qui fait revivre. Le corbeau et la corneille s'exécutent et reviennent quelques jours plus tard avec l'eau miraculeuse, et le loup en frotte les blessures du garde, qui est instantanément remis sur pied.
Rentré chez lui, le garde raconte ses malheurs, dont le rapt de sa femme, à sa mère. Celle-ci l'envoie rencontrer un sage qui pourra l'aider et qui habite « loin d'ici, au bord de la mer ». Toujours équipé de ses sandales et de son chapeau magiques, le garde parvient jusqu'à l'étuve du sage, qui écoute son histoire et le dirige à son tour vers une puissante sorcière, qui vit au-delà des mers et qui, s'il s'y prend bien, lui donnera un poulain qui lui permettra de regagner sa femme.
Le garde finit par parvenir jusqu'à la demeure de la sorcière, qui est entourée d'un enclos dont chaque pieu porte une tête humaine. Elle l'accueille bien et le fait dormir, mais dès le lendemain elle le met à l'épreuve : il devra garder une jument blanche et ses douze poulains toute la journée, et les ramener le soir. La jument ne tarde pas à s'échapper, mais, suivant les conseils du sage, le garde appelle à son secours le roi des moucherons, qui, avec toute sa famille, se met à harceler la jument et la fait rentrer au bercail avec ses poulains, comme la jument doit l'avouer le soir même à la sorcière. Le deuxième jour, il garde à nouveau la jument et ses poulains, et les ramène grâce au roi des taons qu'il a invoqué. Le troisième jour, il la mène paître sur  une île, mais elle se jette à la mer et il ne parvient à la récupérer qu'en faisant appel au roi des écrevisses. La sorcière est furieuse et il l'entend fouetter et houspiller la jument et ses poulains dans l'écurie.
La sorcière finit par reconnaître sa défaite et lui laisse choisir un poulain parmi les douze. Toujours sur les conseils du sage, le garde choisit le plus chétif, celui précisément en lequel la sorcière avait dissimulé toute sa puissance, et elle doit le lui accorder  malgré elle. L'homme monte le poulain qui l'emmène jusqu'à sa femme. Il la fait monter en selle, et ils s'enfuient. Cependant, le diable découvre sa disparition, et demande à son cheval, frère du précédent, s'il peut rattraper les fuyards. Le cheval lui dit que non, son frère étant plus fort que lui. Les deux frères-chevaux finissent par se retrouver et tuer le diable, qui « tombe en cendres », puis ils se remettent à la disposition du garde : celui-ci en enfourche un, fait monter sa femme sur l'autre, et ils rentrent chez eux pour y vivre heureux jusqu'à la fin de leurs jours.